# Castello di Raincy
Il castello di Raincy venne costruito tra il 1643 ed il 1650 da Jacques Bordier, indendant des finances di Francia, sul sito di un priorato benedettino, sulla strada da Parigi a Meaux, nel territorio dell'attuale comune di Le Raincy nel dipartimento di Seine-Saint-Denis in Francia.

## Il castello

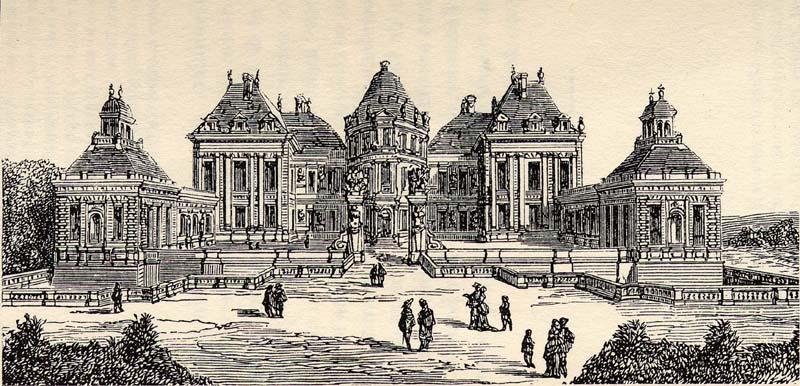
Vista del castello nel XVIII secolo.

Louis Le Vau venne incaricato di progettare l'intera struttura del castello. I giardini sono tradizionalmente ascritti al genio di André Le Nôtre e le decorazioni interne a Charles Le Brun. Questa squadra di maestri aveva anche lavorato al castello di Vaux-le-Vicomte ed alla reggia di Versailles.
Circondato da cinque padiglioni e da una rete di canali, il castello di Raincy era il cuore di una residenza privata imbevuta di magnificenza reale. Le sue stalle monumentali potevano accogliere fino a 200 cavalli. Dopo che Bordier decise di aggiungervi anche il territorio dell'attigua signoria di Bondy, il parco raggiunse i 240 ettari e divenne quindi uno dei più grandi nelle vicinanze di Parigi.
Bordier spese qualcosa come 4.500.000 livres, dilapidando completamente la propria fortuna. Dopo la morte di Bordier nel 1660, suo figlio, Hilaire, venne costretto a vendere la proprietà alla principessa palatina Anna Maria di Gonzaga-Nevers nel 1663. Nel novembre del 1664 la troupe di Molière venne inviata a Le Raincy dal genero della principessa, il principe di Condé, per una rappresentazione. Dopo la morte della principessa nel 1684, la residenza passò a sua figlia, Anna Enrichetta del Palatinato (1648–1723). Dieci anni più tardi il marito di Anna, il principe Enrico Giulio di Borbone-Condé, cedette la proprietà a Louis Sanguin, marchese di Livry, premier maître d'hôtel du Roi et capitaine des chasses; il castello divenne allora noto come castello di Livry.

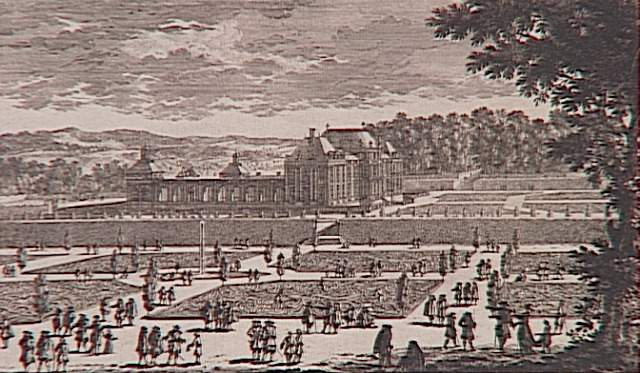
Vista del castello e dei giardini nel XVII secolo, incisa da un membro della famiglia Perelle

Nel 1769, il castello venne acquistato da Luigi Filippo d'Orleans che ristrutturò l'intera struttura ed i giardini. Suo figlio ed erede, Philippe-Égalité, ingaggiò un giardiniere scozzese, Thomas Blaikie per rimpiazzare i giardini formali del progetto barocco con delle modanature più naturalistiche, realizzando il primo jardins à l'anglaise di Francia. Il parco venne dotato di numerose costruzioni accessorie ad esempio una finta vecchia torre medievale, una fattoria, un canile, un hermitage e le celebrate Maisons Russes, costruite ad imitazione delle tradizionali isbas russe (case in legno). Una di queste venne aperta ai visitatori come "Caffè Restorateur du Reinci dans le goût Russe" come citava l'insegna d'epoca; Per rimarcare ancora di più l'ambiente del parc à l'anglaise, solitamente in questo ambiente era consentito solo parlare inglese.

## La Rivoluzione e l'Impero napoleonico
Durante la Rivoluzione francese, la residenza venne confiscata dal governo e quindi cambiò una serie di proprietari: Madame Récamier tenne qui una serie di brillanti festeggiamenti durante il periodo del Direttorio sino al 1801 quando il castello passò a Claude-Xavier Carvillon des Tillières che a sua volta lo affittò al multimilionario francese Gabriel Julien-Ouvrard che comprò la struttura nel 1806 ma, finito in bancarotta, decise di affittare l'intera struttura al generale Jean-Andoche Junot che nel 1808. Abbandonato a sé stesso ed ormai decadente, il castello disegnato da Le Vau venne demolito e rimpiazzato da una struttura neoclassica nel XIX secolo, durante il Primo Impero napoleonico, come si può notare in una incisione del 1808. Napoleone I acquisì la residenza di Le Raincy nel 1812, ma questa venne a sua volta requisita dall'esercito prussiano che vi si acquartierò nel 1815. Anche il nuovo castello venne ad ogni modo abbandonato e infine demolito nel 1819.

## La Restaurazione, la Monarchia di luglio, il Secondo Impero
Durante la Restaurazione borbonica (1815–1830), Le Raincy tornò agli Orléans. Durante il suo regno, noto come Monarchia di luglio (1830–1848), re Luigi Filippo utilizzò questo terreno per la caccia, soggiornando alle Maisons Russes che ancora persistevano. All'inizio del Secondo Impero, con decreti del 22 gennaio e del 27 marzo 1852, gli Orléans vennero privati del loro possedimento di Raincy che divenne domaine d'État. Dal 1869 nel parco iniziarono ad essere costruite delle case che formarono l'attuale villaggio di Le Raincy.
Attualmente ben poco rimane della residenza di Bordier. Le statue di Enrico II, Carlo IX, Enrico III ed Enrico IV che si trovavano presso la struttura vennero a suo tempo spostate al Louvre; la fattoria venne convertita nella chiesa di San Luigi; oggi rimane chiaramente visibile solo una parte dell'orangerie originaria.